# Treviso Lufthavn
Treviso Lufthavn (IATA: TSF, ICAO: LIPH) er en lufthavn i Italien. Den er beliggende tre kilometer vest for Treviso i Treviso-provinsen, Veneto.
Lavprisflyselskabet Ryanair havde i oktober 2013 omkring 20 ruter fra Treviso, hvilket gjorde det til lufthavnens største operatør. I 2012 betjente lufthavnen 2.333.758 passagerer og havde 20.279 start- og landinger. 

## Historie
Lufthavnen blev bygget i 1920'erne som en flyveplads til de lokale flyveklubber. I 1935 blev der givet tilladelse til kommerciel trafik, og fra 1938 blev området også brugt til militære formål. I 1950'erne var der en stor mængde trafik til Treviso, indtil Venedig-Tessera Lufthavn ved Venedig 20 km væk blev færdigbygget i 1960. Derefter var der kun civil trafik i begrænset omfang, og Treviso blev mest brugt af militæret.
I midten af 1990'erne forlod det italienske luftvåben Treviso Lufthavn, og man gik i gang med at udvikle stedet til at tage imod flere passagerer. I 2007 stod en ny lufthavnsterminal færdig, opkaldt efter billedhuggeren Antonio Canova. Lufthavnen bliver mest benyttet af lavprisflyselskaber som Ryanair og Wizz Air.